# Elimar Bæckström
Elimar Göran Mauritz Ingemar Bæckström, född den 20 september 1845 i Stockholm, död där den 26 november 1930, var en svensk ämbetsman. Tillsammans med sin hustru Marina Malvina Dellwik fick han nio barn, däribland Arvid Bæckström och Karl Axel Elimar Bæckström.
Bæckström avlade hovrättsexamen vid Uppsala universitet 1868. Han blev extra ordinarie notarie i Svea hovrätt 1869, vice häradshövding 1875, notarie i generalpoststyrelsen 1879 och byråchef där 1902 (tillförordnad 1895). Bæckström var sekreterare och ombudsman i civilstatens pensionsinrättning 1882–1902, ledamot av statistiska tabellkommissionen 1896–1902 och vice ordförande i sällskapet Pro Patria 1918–1928. Han blev riddare av Vasaorden 1893, av Nordstjärneorden 1900 och av Carl XIII:s orden 1910 samt kommendör av andra klassen av Vasaorden 1912. Bæckström vilar på Norra begravningsplatsen utanför Stockholm.